# Штурм Урги
Штурм Урги — одно из сражений во время борьбы за восстановление монгольской автономии. 1—4 февраля 1921 года Азиатская конная дивизия под командованием генерал-лейтенанта Р. Ф. фон Унгерн-Штернберга атаковала и разбила превосходивший по численности и вооружению китайский оккупационный гарнизон Урги, столицы Автономной Монголии.

## Предыстория
В июле 1919 года китайские войска под командованием генерала Сюй Шучжэна оккупировали столицу провозгласившей независимость от Китая Монголии — Ургу (монг. Нийслэл хүрээ). Автономия ханства была ликвидирована, монгольское национальное правительство распущено, а сам Богдо-хан взят под домашний арест.
Осенью 1920 года Азиатская Конная дивизия генерала Унгерн-Штернберга, теснимая РККА, вошла в Монголию из Даурии. Унгерн, не получив пропуска от китайцев для похода на Троицкосавск, принял решение о немедленном штурме. Первый неудачный штурм состоялся 26—27 октября и 1—4 ноября, когда китайский гарнизон, перехватив инициативу у наступающих и пользуясь значительным численным превосходством и лучшим материальным обеспечением, сумел рассеять дивизию, отошедшую на р. Тэрэлджийн-Гол в верховья Туула, а затем на Керулен. Унгерн, однако, не отказался от плана взятия столицы.

## Подготовка штурма

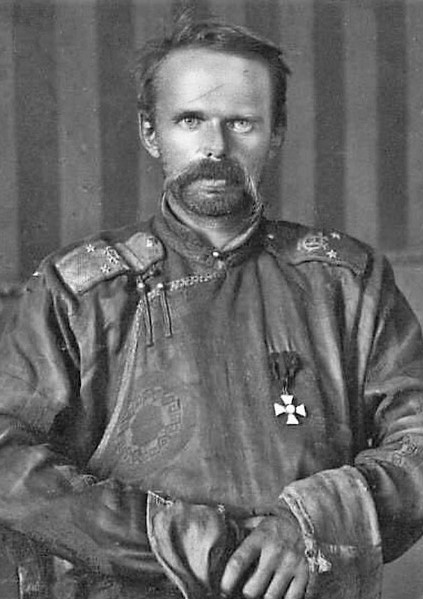
Генерал Унгерн-Штернберг через 8 месяцев после событий

В течение двух месяцев, прошедших со времени предыдущего штурма, Азиатская дивизия выросла практически вдвое (до 1460 чел.) и была частично реорганизована; располагала 12 пулемётами и 4 орудиями. Монгольское население распространяло слухи, что Унгерн формирует большую монгольскую армию численностью до 5 тыс. чел., что стало известно и китайскому командованию, которое за всё время оккупации не проводило никаких фортификационных работ и не могло подтвердить достоверность этих сведений из-за отсутствия налаженной разведывательной службы.
Для нового штурма полковником Дубовиком был разработан детальный план взятия города, одобренный высшими офицерами дивизии и подробно доведённый старшему и младшему командному составу.
26 января к северу и к юго-западу от Урги было отправлено два разведывательных отряда в 500 и 200 чел. Ими была устранена угроза контратак с тыла и захвачено оружие, снаряжение и конские табуны не принявших бой китайцев.
29 января к Унгерну в долину У-Булан (юго-восточнее Урги) из столицы прибыл «важный лама», привёзший ему письмо-хадак от Богдо-гэгэна с благословением на изгнание китайцев из Монголии. На словах лама передал Унгерну план предварительного похищения Богдо-хана из-под домашнего ареста в его резиденции.
В ночь на 1 февраля две сотни тибетцев, монголов и бурят во главе с Ц. Ж. Тубановым, баргутом Лувсаном и тибетцем Саджа-ламой направились из долины У-Булан на юго-западный склон горы Богд-Хан-Уул с целью освободить из-под ареста Богдо-гэгэна VIII. Главные силы белых двинулись на город. В тот же день отряд под командованием Резухина захватил передовые позиции китайцев южнее Урги. Две сотни под командой Хоботова и Неймана подошли к городу с юго-востока.
| Состав Азиатской дивизии | Силы китайского гарнизона |
| --- | --- |
| 1-й Татарский конный полк (есаул Парыгин) — 350 чел. 2-й Конный полк (есаул Хоботов) — 300 чел. Монгольский дивизион — 180 чел. Чахарский дивизион (Найден-гун) — 180 чел. Отдельный (бурят-тибетский) дивизион (хорунжий Тубанов) — 170 чел. Японская конная рота — 40 чел. Артиллерийский дивизион (капитан Дмитриев) — 4 орудия Пулемётная команда (капитан Евфаритский) — 12 пулемётов | 3 пехотных полка по 9 рот — 4000 чел. (ген. Чжан Цзинхуй, 张景惠) Кавалерийская дивизия (генерал Мэнь Бинъюэ, 门炳岳) — 2900 чел. 3 батареи по 6 орудий — 18 орудий 3 пулемётных роты — 72 пулемёта |

## Ход штурма
Днём 1 февраля главные силы дивизии под командованием генерала Резухина вышли к мадачанскому дефиле и к вечеру выбили китайцев с возвышенности у с. Нижний Мадачан между горами Богдо-ула и Баянзурх. Есаул Хоботов выбил китайцев из Худжир-Буланских казарм.
Рано утром 2 февраля сотня поручика Плясунова обошла с севера китайскую батарею на юго-восточном склоне Богдо-улы и открыла по ним огонь, что заставило китайцев оставить позиции и очистить с. Большой Мадачан, штурмуемый Резухиным. Во время этих боев унгерновский отряд, предварительно уничтожив китайские охранные патрули на Богдо-уле, через падь Их-Тэнгэрийн-ам и по р. Туул вышел к дворцу, где под арестом находился Богдо-гэгэн, рассеял китайскую охрану, освободил Богдо-гэгэна с его женой и той же дорогой доставил их в монастырь Манджушри-хийд на горе Богдо-ула, который охраняли унгерновцы. Весть о похищении сильно деморализовала китайский гарнизон.
В ночь со 2 на 3 и с 3 на 4 февраля по всем занятым дивизией хребтам горело множество костров, создав у китайцев ложное впечатление о численности наступающих. 3 февраля наступательных действий не велось; это объяснялось либо желанием Унгерна дать передышку личному составу, либо предсказанием лам, что наиболее благоприятный день для решающего наступления — 4 февраля. Китайское же командование приняло решение о необходимости оставления Урги.
В ночь на 4 февраля Резухин форсировал Туул и, ликвидировав караулы, в 5.30 утра пошёл на штурм китайских казарм, располагавшихся к востоку от города. Воспользовавшись полной неготовностью китайцев к атаке, 900 кавалеристов Резухина к рассвету завершили штурм казарм. После этого Резухин направился на ургинский китайский квартал (Маймачен), а есаулы Хоботов и Архипов — к монгольским казармам к югу от города, овладев которыми, они вошли в Ургу. 
Разбив ворота укреплённого квартала, полки Резухина пошли на приступ и в уличных боях разбили трёхтысячный гарнизон Маймачена, понеся сравнительно большие потери; большая часть гарнизона бежала, а ок. 500 чел. было взято в плен. Оставшиеся в городе китайцы — как военные, так и бо́льшая часть гражданских — спасались бегством. В 2 часа дня по улицам Урги проехал Унгерн с конвоем, что знаменовало окончание штурма.
Отступление китайцев носило панический характер; так, начало тракта, ведущего от Урги к Троицкосавску, по которому бежали китайцы, было усеяно одеждой, обувью и продуктами. 5 февраля ген. Резухин во главе 1-го Татарского полка и чахаров выступил на преследование дезертировавших китайцев.  Отступающие рассчитывали пройти в Маньчжурию через Забайкалье, однако советское правительство пропустило лишь Чэнь И вместе с сопровождающими.

## Последствия

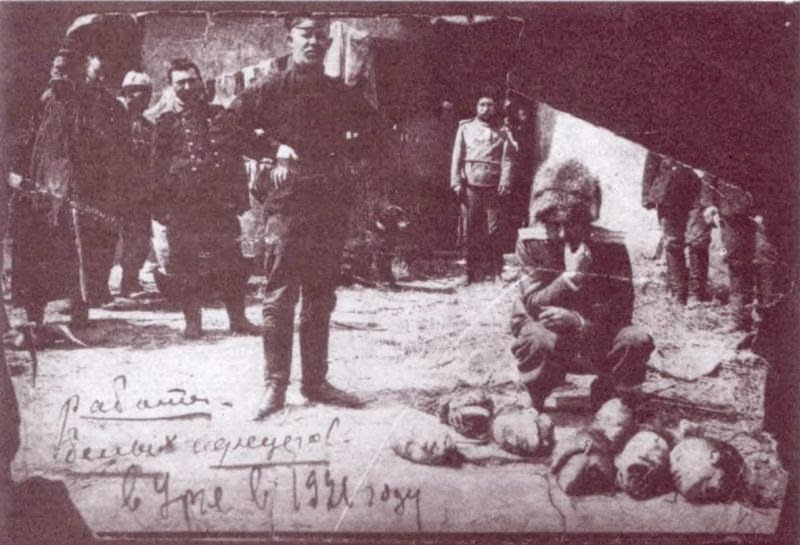
Фотография, которой часто иллюстрируют итоги штурма. В действительности — «Приведение в исполнение приговора хунхузам» (Wright, Digby. Through Siberia; an empire in the making. 1913, — p.216-217)

Независимость Внешней Монголии была восстановлена; власть Богдо-хана реставрирована и воссоздано монгольское правительство. Фактическим правителем города некоторое время был Унгерн; его подчинённые устроили "чистку" русской колонии Урги от "сторонников большевиков".
Азиатская дивизия значительно пополнилась за счёт русских колонистов в Урге и захватила богатые трофеи: 16 орудий, 60 пулемётов, 5 тыс. ружей и 500 тыс. патронов; а также получила плацдарм для наступления на занятую РККА Бурятию. Личный авторитет Унгерна среди монгольского населения необычайно вырос. Богдо-хан пожаловал Унгерну титул дархан-хошой-чин-вана в степени хана; многие подчинённые барона получили посты монгольских князей. Однако Унгерн в результате не стал ни диктатором, ни ханом Монголии: он действовал с санкции монарха, в управление страной не вмешивался; получил только монгольский титул, но не земельный надел и соответствующую власть.